# Pan Wei
Pan Wei (Pekín, China, 30 de julio de 1960) es un destacado catedrático y politólogo chino.

## Biografía
Realizó sus estudios de doctorado en Ciencias Políticas en la Universidad de California en Berkeley, Estados Unidos, obteniendo el grado en 1996.
Entre 1985 y 1995 fue Asistente de Investigación del Instituto de Economía de la Academia de Ciencias Sociales de Pekín.
Es profesor del School of International Studies de la Universidad de Pekín y Director del Center for Chinese and Global Affairs. En marzo de 2009 fue recibido como Profesor Visitante del Departamento Académico de Ciencias Sociales de la Pontificia Universidad Católica del Perú, en el marco del 60 aniversario de la Fundación de la República Popular China y el 160 aniversario de la primera migración china al Perú.
Su trabajo académico se enfoca en la política comparada, así como la política internacional y de su país.

## Obras
Tiene publicados más de 100 artículos sobre ciencias políticas en revistas especializadas y en varios idiomas.
- 2000 The Politics of Marketization in Rural China. Rowman & Littlefield.
- 2003 Rule of Law and the Myth of Democracy
- 2003 Farmers and Markets in China: Grassroots authorities and rural industries.